# Villa Potenza
Villa Potenza è una frazione del comune di Macerata nelle Marche, situata a nord del capoluogo, la più popolosa dell'intero comune.

## Storia
Luogo abitato fin dai tempi degli antichi romani, noto con il nome di Helvia Recina.

## Monumenti

### Architetture religiose
- Chiesa del Santissimo Crocifisso.
- Teatro romano di Helvia Recina.

## Fiera
- Fiera dell'elettronica